# Jean-Louis Rolland
Jean-Louis Rolland (* 15. Februar 1891 in Landerneau; † 9. Juli 1970 in Jard-sur-Mer) war ein französischer Politiker und Résistance-Kämpfer.

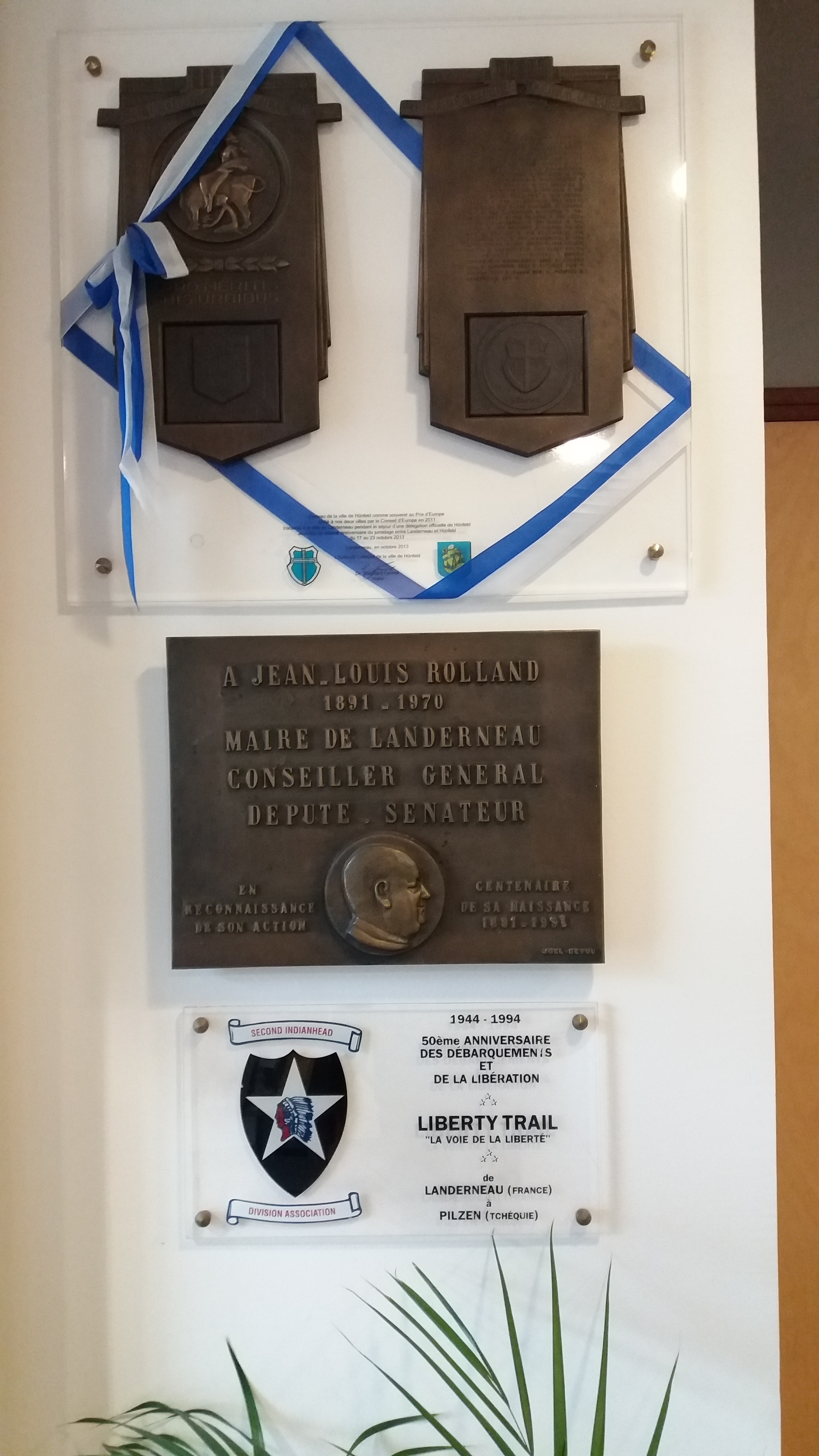
Landerneau, Rue de la Tour d’Auvergne, Plakette in der Mairie

## Leben
Jean-Louis Rolland war Kommis bei der französischen Marine. Er wurde 1929 zum Bürgermeister von Landerneau (das Amt hatte er bis 1942 inne) und bei den Parlamentswahlen von 1936 zum sozialistischen Abgeordneten des Départements Finistère gewählt.

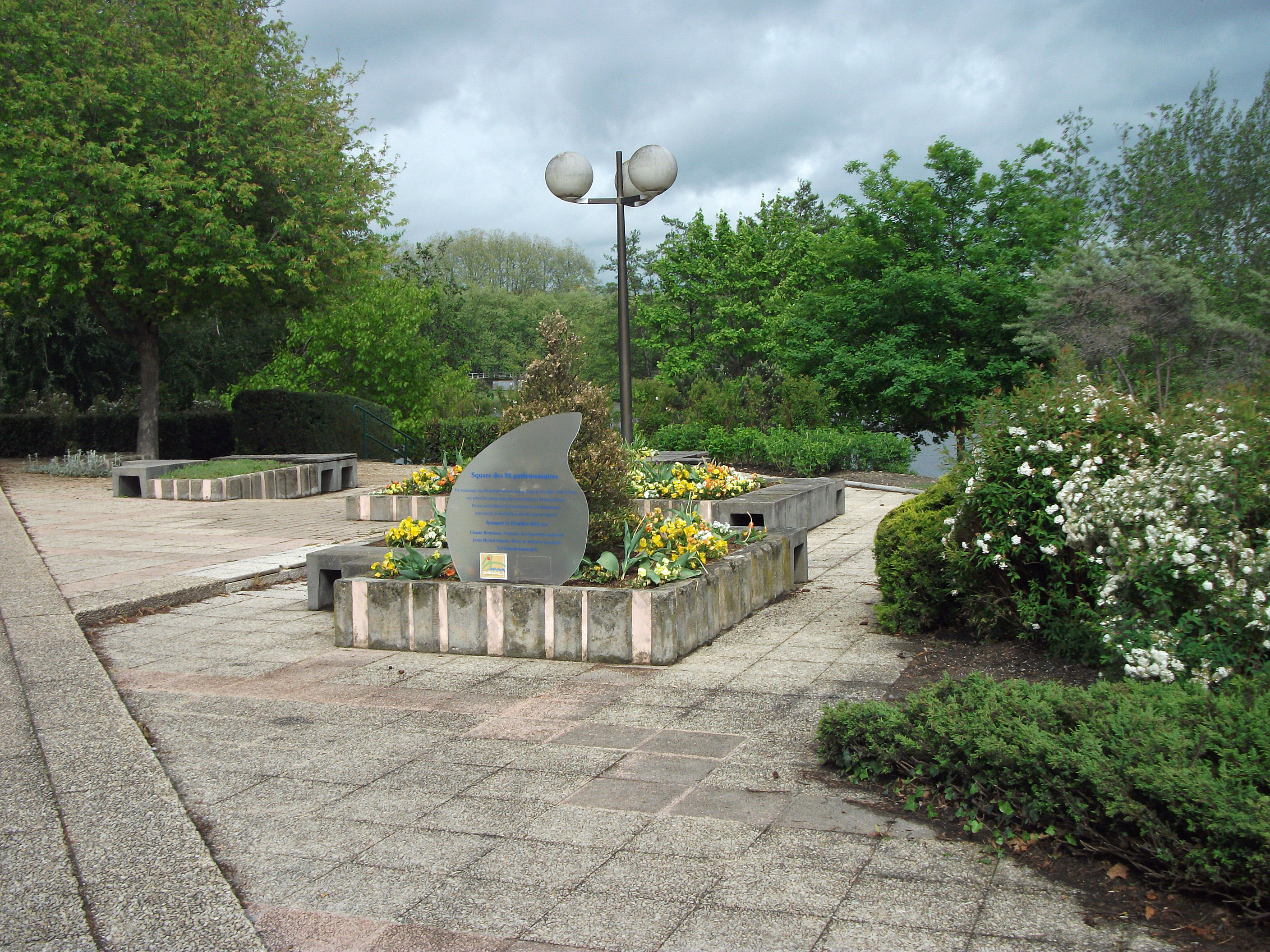
Bellerive-sur-Allier, Platz der „quatre-vingts“

Im Juli 1940 war er einer der achtzig Abgeordneten („les quatre-vingts“), die gegen die erweiterten Vollmachten für Marschall Pétain stimmten. Im Widerstand gehörte er der Bewegung Libération Nord an. Als Mitglied des Comité départemental de libération du Finistère (Komitee für die Befreiung des Departements Finistère) wurde er im Februar 1944 verhaftet. Er war Teil eines Konvois politischer Gefangener, die am 2. August 1944 in Rennes in Richtung Deutschland deportiert wurden. Während des Transports entkam er am 4. August 1944 in Saint-Mars-du-Désert durch einen Sprung aus dem fahrenden Zug.
Nach der Befreiung Frankreichs wurde er erneut Bürgermeister von Landerneau (zunächst von 1944 bis 1947, dann von 1953 bis 1965), gehörte der Assemblée consultative provisoire (provisorische beratende Versammlung) an und wurde 1945 erneut zum sozialistischen Abgeordneten gewählt. Ab 1955 saß er bis 1959 im Rat der Republik und in dessen Nachfolgeorganisation, dem Senat.

## Ehrungen
- Ritter (1947), Offizier (1958) und Kommandeur (1964) der Ehrenlegion
- Militärmedaille (1945)
- Croix de Guerre 1939–1945 mit Stern in Silbergold (1945)
- Médaille de la Résistance (1946)
- Médaille des évadés (1950)
- Medal of Freedom
- Médaille commémorative française de la guerre 1939–1945, Spange Libération[3]